# Metter
Metter település az Amerikai Egyesült Államok Georgia államában, Candler megyében, melynek megyeszékhelye is. Lakosainak száma 4004 fő (2020. április 1.).

## Népesség
A település népességének változása:
| Lakosok száma | 3879 | 4130 | 4004 |
|               | 2000 | 2010 | 2020 |